# Mauro Pigozzo
Mauro Pigozzo (Castelfranco Veneto, 9 gennaio 1980) è un giornalista e scrittore italiano.

## Biografia
Laureato in Scienze Politiche indirizzo politico sociale all’Università degli Studi di Padova. Giornalista professionista, inizia la carriera nel 1997 per Antenna Tre Nordest, La Tribuna di Treviso e La Vita del Popolo. Dal 2004 lavora per Corriere del Veneto, Corriere Imprese e Corriere della Sera. 
È stato direttore responsabile della rivista nazionale Postalmarket dal 2021 al 2023, dedicando le copertine a Diletta Leotta, Fiorello, The Jackal, Clio Make Up e Benedetta Parodi.
Scrive di temi economici, enogastronomici e sportivo-ambientali. Sommelier Fisar e Wset è tra gli autori citati dall’Enciclopedia Treccani per il contributo dato alla nascita del neologismo “dealcolizzare” e nel 2022 ha firmato le guide “Top 100” sul Prosecco  di Corriere del Veneto.

## Opere
Nel 2005 ha pubblicato “13 aprile 1945. Spineda in Fiamme. La memoria sessanta anni dopo”, edito da Istresco, l’Istituto per la storia delle società e della resistenza della Marca Trevigiana, un saggio storico relativo ad un rastrellamento nazifascista nelle ultime fasi della Seconda Guerra Mondiale. L’opera è citata da Aldo Cazzullo in “Possa il mio sangue servire”. Il saggio storico è stato rivisto e ripubblicato nel 2025 in occasione dell’ottantesimo Anniversario della Liberazione col patrocinio del Comune di Riese Pio X col nuovo titolo “Cupe vampe su Spineda. Gli omicidi, la vendetta e la ricostruzione”. 
Nel 2013, in occasione del cinquantesimo anniversario della strage sul Vajont è stato tra gli autori del libro edito da Corriere del Veneto “Vajont. Una tragedia italiana” con un saggio dedicato al tema del perdono individuale e quello collettivo. 
Nel 2024 ha pubblicato il libro “Scritti di Corsa”, raccolta di cinquanta articoli che ha scritto tra Corriere della Sera e Runner's World Italia raccontando altrettante maratone e ultratrail a cui ha partecipato, focalizzandosi sulla dimensione emozionale che vive la mente del runner.
Nel 2024 ha raccontato nel libro “Peregrinatio Corporis di San Pio X” l’organizzazione dello storico “ritorno a casa” dell’urna con le spoglie del pontefice riesino in occasione del centoventesimo anniversario del suo pontificato. Il libro è stato pubblicato da Fondazione Giuseppe Sarto. 

## Riconoscimenti
Nel 2013 ha vinto il premio nazionale di letteratura Montefiore con il romanzo “Pane e Fragole – Trentenni (e un bar) nell’era dei licenziamenti” (Aurelia Edizioni di Asolo) analizzando il contesto in cui i giovani veneti hanno vissuto dopo la crisi finanziaria del 2007-2008.
Nel 2020 ha vinto il premio nazionale giornalistico “Zanfron” con un articolo sulla resilienza delle atlete ultrarunner. 
Nel 2021 ha vinto il premio nazionale giornalistico Carlo Monti della Fidal, Federazione italiana atletica leggera, grazie ad un reportage sugli allenamenti degli atleti durante i periodi di restrizione del Covid. 
Nel 2025 ha vinto il premio giornalistico nazionale Archeological & Cultural Tourism Award del Gist, Gruppo italiano stampa turistica, con un reportage dedicato ai parchi regionali e alla tutela dei beni culturali. 